# Zwój trójdzielny

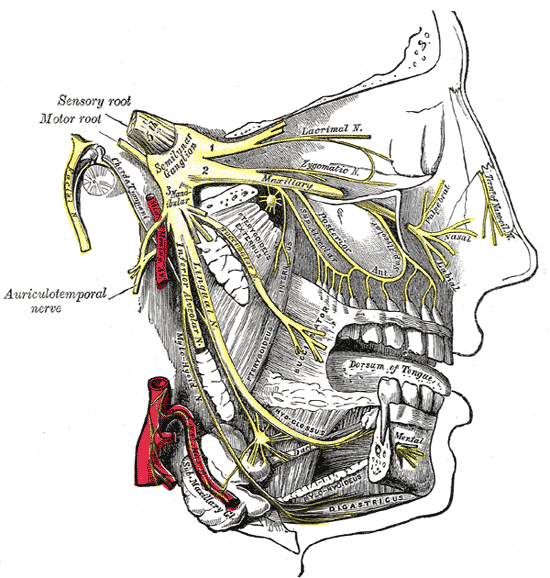
Nerw trójdzielny prawy – widok z boku. Zwój trójdzielny (Semilunar Ganglion) widoczny w górnej części rysunku po stronie lewej. Widoczny także tworzący zwój korzeń czuciowy nerwu trójdzielnego (Sensory root) oraz omijający zwój korzeń ruchowy nerwu trójdzielnego (Motor root), oba zaznaczone po lewej stronie rysunku.

Zwój trójdzielny, zwój troisty, zwój nerwu trójdzielnego, zwój półksiężycowaty, zwój Gassera (łac. ganglion trigeminale, ganglion semilunare, ganglion Gasseri) – w anatomii człowieka zwój czuciowy utworzony przez część włókien pnia nerwu trójdzielnego.
Zwój trójdzielny znajduje się na wewnętrznej powierzchni podstawy czaszki. Leży w zagłębieniu kostnym na przedniej powierzchni szczytu piramidy kości skroniowej zwanym wyciskiem nerwu trójdzielnego (łac. impressio nervi trigemini). Zwój leży w przestrzeni między dwiema blaszkami opony twardej, w tzw. jamie Meckela. Zwój jest zgrubieniem na przebiegu korzenia czuciowego nerwu trójdzielnego. Korzeń ruchowy tego nerwu omija zwój leżąc przyśrodkowo i ku dołowi od niego. Biegnie on dalej ku przodowi i dołowi i dążąc do otworu owalnego w tej okolicy zespala się z zasadniczym pniem nerwu żuchwowego (V3). Przyśrodkowo od zwoju znajduje się boczna ściana zatoki jamistej, bocznie natomiast sąsiaduje on z płatem skroniowym. Ku przodowi i poniżej zwoju znajduje się otwór poszarpany, a co za tym idzie także tętnica szyjna wewnętrzna. Od strony przyśrodkowej zwój otrzymuje włókna współczulne od oplatającego ją splotu szyjno-tętniczego wewnętrznego. Do zwoju trójdzielnego dochodzą także drobne gałązki tętnicze z odcinka jamistego tętnicy szyjnej wewnętrznej oraz gałązki odchodzące od tętnicy oponowej środkowej. Poniżej zwoju biegnie nerw skalisty większy (biegnąc w bruździe kanału nerwu skalistego większego) i dochodzi on do szczytu piramidy kości skroniowej, w którego pobliżu przechodzi przez otwór poszarpany i przechodzi na zewnętrzną powierzchnię podstawy czaszki, gdzie wchodzi otworem tylnym do kanału skrzydłowego. W jego obrębie zespala się z nerwem skalistym głębokim (od splotu szyjno-tętniczego wewnętrznego) tworząc nerw kanału skrzydłowego.
Od zwoju odchodzą trzy główne gałęzie tworzące nerw trójdzielny: nerw oczny, nerw szczękowy i nerw żuchwowy.
Nazwa eponimiczna upamiętnia austriackiego anatoma Johanna Laurentiusa Gassera.